# Лъв IV Хазар
Вижте пояснителната страница за други личности с името Лъв IV.
Лъв IV (на гръцки: Λέων Δ΄; * 25 януари 750; † 8 септември 780) е византийски император от Исаврийската династия. Управлява империята през 775 – 780 година.

## Произход и възкачване на престола
Лъв IV, наричан още Лъв Хазар, е син на император Константин V Копроним от първата му съпруга Чичак – Ирина Хазарска, потомка на хазарски владетел. През 751 г. малолетният Лъв е коронован от баща си за съимператор и наследник. Той е сгоден за дъщеря на франкския крал Пипин Къси, но сродяването пропада. На 25 март 775 г. Лъв IV наследява трона след като баща му умира.

## Управление
При управлението на Лъв IV войските на Византия са ангажирани в сблъсъци с арабите в Сирия и Мала Азия, докато походите срещу българите са прекратени.
Лъв Хазар е женен за Ирина Сарантапихина (Ирина Атинянката), от която има син – Константин VI, който обявява за свой съимператор през 776 година. Това води до неуспешен бунт сред кесарите, полу-братя на императора, които са замонашени и заточени в Херсон.
През неговото кратко царуване гонението на икони почти е прекратено. По думите на Теофан Изповедник „император Лъв за кратко време се показал като благочестив и любител на Богородица и монасите. Не след дълго до смъртта си той изменил на това и възобновил гоненията на иконопочитателите. Скоро след това карбункули (антракс, синя пъпка) покрили главата му, той се разболял тежко и починал“.
Причина за заболяването, съгласно Хронографията на Теофан, става неговото желание да притежава короната на Маврикий, която е погребана заедно с тялото на император Ираклий. Короната е извадена от гроба и Лъв, полагайки я на главата си, получава отравяне от трупната отрова. Според други версии императорът е отровен, или вече е болен, когато се възкачва на трона, или, според легендата, умира поради треска, причинена от проклятие, след като взима скъпоценен камък от икона в църквата Света София.